# Pataco
Pataco – brązowa moneta portugalska o wartości 40 reis bita w latach 1811–1847